# クルト・シュトリーグラー
クルト・エミル・シュトリーグラー（Kurt Emil Striegler, 1886年1月7日 - 1958年8月4日）は、ドイツの指揮者、作曲家。

## 生涯
ドレスデンの生まれ。ドレスデン大聖堂少年合唱団を経て、1901年に地元の王立音楽院に入学し、1905年に卒業するまでに作曲と指揮法を学ぶ。卒業後はドレスデン宮廷歌劇場のゾーロレペティートアとなり、1912年に楽長に昇格した。以後、同宮廷歌劇場附属のオーケストラ学校で指揮法や楽器演奏法などの指導を行うようになった。1939年から1945年までドレスデン楽友合唱団の指揮者も兼任。1950年にはミュンヘンに移住した。1958年8月4日、ヴィルトゥルンにて没した。